# Wagony doczepne KPS nr 297–326 (tramwaje w Brnie)
Wagony doczepne KPS nr 297–326 – typ dwuosiowej, jednokierunkowej doczepy tramwajowej, który był produkowany w 1950 r. w zakładach Královopolská w Brnie dla Dopravnígo podniku města Brna (DPMB). Są to ostatnie dwuosiowe doczepy dostarczone do Brna i jednocześnie ostatnie tramwaje wyprodukowane w Královopolskiej. Były to także pierwsze i ostatnie jednokierunkowe wagony doczepne, jakie dostarczono do Brna.

## Historia
Po II wojnie światowej rozpoczęto wymianę części taboru zniszczonego w wyniku nalotów w maju 1945 r. Jako pierwsze dostarczono tramwaje silnikowe produkowane dla Brna od lat 20. XX wieku. Seria tych wagonów została dostarczona i włączona do eksploatacji w 1946 roku, później dołączyła do niej seria wagonów doczepnych, których konstrukcja opierała się na wcześniej dostarczonych wagonach doczepnych nr 261–296, które były przeznaczone przede wszystkim do łączenia z wagonami serii 134–152 z lat 1932–1943, a później także ostatnich drewnianych wagonów silnikowych nr 400–405. W związku z dostawami nowych tramwajów typu 4MT, które zostały zaprojektowane całkowicie od podstaw, w KPS opracowano także wagon doczepny, który dzielił praktycznie to samo nadwozie i podwozie z wagonami silnikowymi.

## Konstrukcja
Nadwozie tramwaju było w całości metalowe, składało się ze stalowego szkieletu. Podwozie zamontowano na dwóch wózkach jednoosiowych. Po prawej stronie nadwozia znajdowało się troje czteroczęściowych drzwi składanych ze sterowaniem elektrohydraulicznym, wyposażonych w brzęczyk ostrzegawczy. Stanowisko konduktorskie znajdowało się na stałe tuż przy tylnych drzwiach, które były jedynymi przeznaczonymi do wsiadania (a więc szerszymi od pozostałych), środkowe i przednie drzwi służyły jedynie do wysiadania. Rozwiązania konstrukcyjne nadwozia zaczerpnięto z tramwajów 4MT. Ponieważ były to pierwsze brneńskie tramwaje w całości wyprodukowane z metalu, zaczęto je potocznie nazywać „plecháče” („blaszaki”).

## Dostawy
W 1950 roku wyprodukowano łącznie 30 sztuk serii 297–326.
| Państwo        | Miasto         | Lata dostaw    | Liczba | Numery taborowe |       |
| -------------- | -------------- | -------------- | ------ | --------------- | ----- |
| Czechosłowacja | Brno           | 1950           | 30     | 297–326         | [ 2 ] |
| Łączna liczba: | Łączna liczba: | Łączna liczba: | 30     |                 |       |

## Eksploatacja
Pierwsze wagony weszły do eksploatacji w 1950 roku i zostały połączone z nowymi tramwajami 4MT nr 117–146 kursującymi na liniach 3 i 7. Po uruchomieniu ostatnich wagonów na początku 1951 roku, przetestowano skład złożony z wagonu silnikowego z dwiema doczepami, ale na przystanku Minská ujawniła się jego poważna wada – niewystarczająca skuteczność hamulców wagonu silnikowego, przez co wagony można było łączyć jedynie w zestaw składający się z 4MT i jednej doczepy.
W codziennej eksploatacji doczepy kursowały razem z wagonami silnikowymi aż do 1974 roku, kiedy zostały wycofane ze służby. Jedynym wyjątkiem była doczepa nr 1302, która została zezłomowana w 1973 r. po wypadku drogowym. Doczepy nr 1301, 1313, 1315, 1321, 1322, 1324 i 1325 które przeszły na własność TMB. W latach 1985–1986 wagon nr 1301 poddano renowacji. Jako źródła części zamiennych wykorzystano wagony 1315, 1324 i 1325, po czym zostały one zezłomowane. Pozostałe służyły na terenie TMB jako wagony służbowe i socjalne; eksploatowano je do 1990 r., kiedy wszystkie odstawiono przed halą Muzeum Techniki w Líšeniu. Doczepa nr SV3-1322 (dawna 1322) została następnie zezłomowana. Pozostałe doczepy nr SV1-1313 i SV2-1321 przez 24 lata stały na wolnym powietrzu i niszczały. Wagon nr 1313 został przekazany DPMB w celu przeprowadzenia renowacji z myślą o utworzeniu składu z wagonem 4MT nr 4058. Przekazanie doczepy nastąpiło w 2014 r., ale jej renowacja odbyła się dopiero po decyzji o przeniesieniu tramwaju 4MT z siedziby TMB w Líšeniu w 2017 r. w zamian za tramwaj-kawiarenkę nr 4058. Do dziś zachowały się więc trzy egzemplarze tych doczep.

## Wagony historyczne
| Pochodzenie | Numer taborowy | Obecny właściciel | Rok produkcji | Historyczny od roku | Komentarz                                                                                | Źródło      |
| ----------- | -------------- | ----------------- | ------------- | ------------------- | ---------------------------------------------------------------------------------------- | ----------- |
| Brno        | 301            | TMB               | 1950          | 1974                |                                                                                          | [ 4 ]       |
| Brno        | 313            | DPMB              | 1950          | 2014                | 1974–2014 własność TMB (wagon roboczy, później wrak), DPMB: nr 1313, renowacja 2017–2019 | [ 5 ] [ 6 ] |